# Purity Rionoripo
Purity Kirui Cherotich Rionoripo, née le 10 juin 1993, est une coureuse kényane sur longue distance, qui a gagné notamment le marathon de Lisbonne en 2015 et le marathon de Paris en 2017 (son mari l'emportant également au classement masculin). En 2022, elle est bannie pour 5 ans pour violation des règles antidopage de l'athlétisme mondial.

## Éléments biographiques
Purity Rionoripo, originaire du village de Kaptabuk, dans la région de West Poko (en), s'entraîne et vit dans la vallée du Rift. En 2009, elle s'impose à l'épreuve du 3000 m des championnats du monde d'athlétisme jeunesse, à Bressanone en Italie. Elle se marie en 2010 à un autre coureur kényan, Paul Lonyangata. Le couple s'est formé lors des championnats du monde juniors d'athlétisme de cette année 2010, à Moncton au Canada. Ils ne se voient pas tous les jours, s'entraînant dans des groupes différents, elle à Kapsabet, près d'Eldoret, lui à Kaptagat. C'est une jeune mère de famille,,,.
Elle confirme son potentiel en 2011 parmi les espoirs juniors féminins, en remportant la médaille d'argent du 3000 m aux championnats d'Afrique juniors d'athlétisme, à Gaborone au Botswana. Passant ensuite aux longues distances hors stade, plus rémunératrices, elle s'impose en 2014, au sein de l'élite féminine, au semi-marathon du Portugal. Puis l'année suivante en 2015, elle gagne le semi-marathon de Copenhague.
En 2015 toujours, elle gagne le marathon de Lisbonne, en 2 h 25 min 09 s, battant le record de sa compatriote Visiline Jepkesho établi en 2 h 26 min 47 s. Quatrième au marathon de Chicago 2016 derrière ses compatriotes Florence et Edna Kiplagat, elle remporte le marathon de Paris en 2017, que son époux gagne également pour le classement masculin. En 2 h 20 min 54 s, elle y bat le record féminin de l'épreuve, d'une douzaine de secondes. Elle devance sa compatriote Agnes Barsosio, qui a couru en 2 h 21 min 02 s. L’Éthiopienne Flomena Cheyech, victorieuse en 2014, arrive en troisième place, en 2 h 21 min 23 s, et Visiline Jepkesho, première en 2016, termine quatrième en 2017 en 2 h 21 min 38 s,,.
Elle remporte également l'épreuve « bataille des équipes » du marathon de Prague 2021 en 2:20:14.
Dans un communiqué de presse du 20 décembre 2022, l'Unité d'intégrité de l'athlétisme (AIU) indique qu'elle est bannie pour 5 ans pour violation des règles antidopage de l'athlétisme mondial après un contrôle positif au furosémide, un diurétique interdit.

## Palmarès
| Date | Compétition          | Lieu     | Résultat | Épreuve  |
| ---- | -------------------- | -------- | -------- | -------- |
| 2015 | Marathon de Lisbonne | Lisbonne | 1re      | Marathon |
| 2016 | Marathon de Chicago  | Chicago  | 4e       | Marathon |
| 2017 | Marathon de Paris    | Paris    | 1re      | Marathon |